# Elymnias agondas
Elymnias agondas är en fjärilsart som beskrevs av Jean Baptiste Boisduval 1832. Elymnias agondas ingår i släktet Elymnias och familjen praktfjärilar. Inga underarter finns listade i Catalogue of Life.

## Bildgalleri

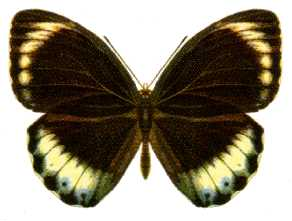
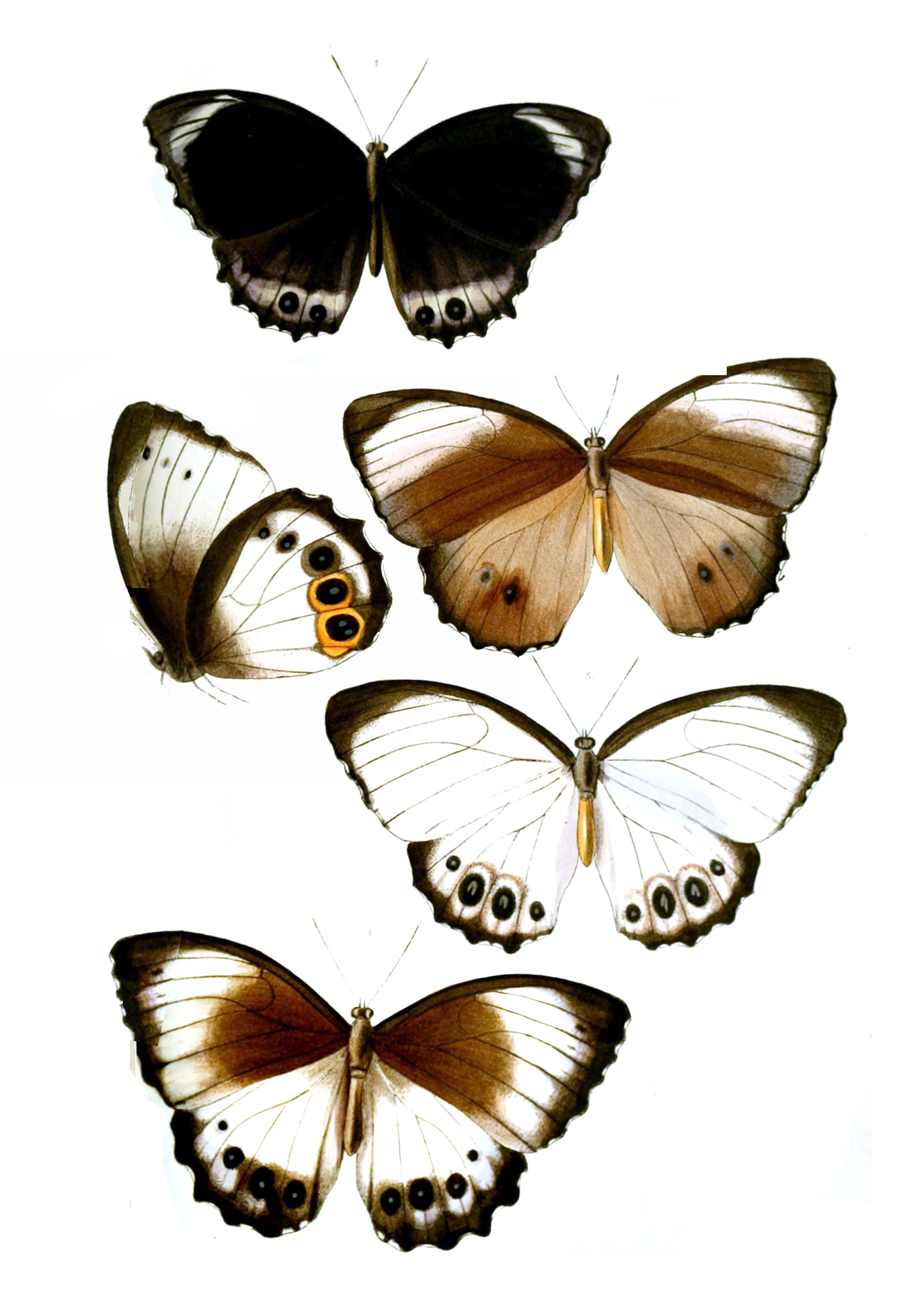